# Stanisław Pierzynka
Stanisław Pierzynka pseud. Dziadek (ur. 18 sierpnia 1900 w Sielcu w powiecie będzińskim, zm. 18 grudnia 1964 w Krakowie) – działacz robotniczy, wiceminister hutnictwa.
Syn górnika Jana i Konstancji ze Starków. W 1905 rodzina przeniosła się do Myślachowic w Galicji, ponieważ ojciec był zagrożony aresztowaniem za działalność w SDKPiL. Po ukończeniu szkoły ludowej w Myślachowicach w 1916 pracował jako robotnik w hucie cynku w Trzebini, gdzie wstąpił do Polskiej Partii Socjalno-Demokratycznej Galicji i Śląska Cieszyńskiego, w której był przewodniczącym grupy młodzieżowej i kolporterem gazety "Prawo Ludu". Następnie wstąpił do PPS. W 1920 został powołany do wojska, służył w pułku łączności i uczestniczył w walkach na Wołyniu. Za odmowę przyjęcia awansu na starszego szeregowca został ukarany pięciodniowym aresztem i przeniesiony do 208 pułku piechoty. W listopadzie 1922 został zwolniony z wojska i wrócił do pracy w hucie "Trzebinia" jako dozorca oddziału siarkowni. W 1924 wstąpił do KPP i uczestniczył w akcjach propagandowych, organizowaniu strajków i w sądzie partyjnym. W 1932 został na krótko aresztowany. Po rozwiązaniu KPP w sierpniu 1938 wstąpił ponownie do PPS, gdzie był przewodniczącym Komitetu w Myślachowicach i działaczem TUR. Podczas okupacji hitlerowskiej zorganizował grupę lewicowych działaczy dla prowadzenia działalności konspiracyjnej, przeciwstawiał się jednak włączeniu tej grupy do PPS-Wolność, Równość, Niepodległość (WRN) i do AK. W styczniu 1942 wstąpił do PPR i utworzył w hucie "Trzebinia" komórkę sabotażową.
W styczniu 1945 zorganizował produkcję w hucie, a następnie od 6 lutego do 10 sierpnia 1945 był wójtem gminy Trzebinia. Od 19 sierpnia do 29 września 1945 pracował w Nadzwyczajnej Komisji Kontroli Ministerstwa Przemysłu w Katowicach. Od 15 października 1945 do końca 1947 był dyrektorem Zakładów Hutniczych "Trzebinia". W 1946 uzyskał dyplom technika, a w 1947 dyplom inżyniera na Akademii Górniczej w Krakowie. Jako dyrektor Zakładów Hutniczych "Szopienice" (1 stycznia 1948-30 czerwca 1949) przyspieszył budowę urządzenia do elektrolizy miedzi. W grudniu 1948 został członkiem PZPR. Od 1 lipca 1949 do 31 marca 1952 był naczelnym dyrektorem Centralnego Zarządu Przemysłu Metali Nieżelaznych w Katowicach, następnie do 30 września 1958 podsekretarzem stanu w Ministerstwie Hutnictwa (później Ministerstwie Przemysłu Ciężkiego). W 1958 przeszedł na emeryturę i zamieszkał w Bukownie. Został pochowany w Bukownie. Był odznaczony m.in. Krzyżem Komandorskim Orderu Odrodzenia Polski, Orderem Sztandaru Pracy I klasy (1949) i Odznaką Zasłużonego Hutnika PRL.